# レン・コーネッキー
レン・コーネッキー（Leonard George "Len" Koenecke、1904年1月18日 - 1935年9月17日）は、アメリカ合衆国・メジャーリーグの元野球選手（中堅手）である。
ニューヨーク・ジャイアンツとブルックリン・ドジャースに通算3シーズン在籍したが、現役中の1935年9月、自身の飲酒による乱暴を制圧された際に死亡した。

## 経歴

### 前半生
ウィスコンシン州バラブー生まれ。父は機関車の技師で、本人は鉄道の火夫として働いていた。 
コーネッキーは1927年にミシシッピ・ヴァレー・リーグ（en:Mississippi Valley League）所属のモリーン・プロウボーイズ（en:Moline Plowboys ）に入団した。1928年にはアメリカン・アソシエーション（en:American Association (20th century)）所属のインディアナポリス・インディアンズと契約した。インディアンズ所属の最終年には、打率.354、本塁打23本、三塁打20本、二塁打23本という記録を残している。
数シーズンをインディアンズで過ごした後、コーネッキーは1931年12月にニューヨーク・ジャイアンツと75,000ドルで契約を交わした。当時のジャイアンツ監督で名将として知られたジョン・マグローは、コーネッキーについて「ナショナル・リーグの輝けるスター選手となろう」と評している。1932年4月12日に初出場し、42試合で打率.255、本塁打4本、二塁打5本という成績だった。コーネッキーがニューヨーク・ジャイアンツに在籍したのは、1年のみであった。
1933年はインターナショナルリーグに在籍し、打率.334、8本塁打、 100打点という成績だった。1934年にブルックリン・ドジャースに移籍し、123試合に出場して打率.320、14本塁打、73打点を記録し、守備率は0.994を記録した。
ドジャース移籍2年目に入ったコーネッキーの野球選手としての技量は低下し、手に負えないふるまいが多くなっていた。その理由は、彼の飲酒問題だった。9月15日のシカゴ・カブス戦終了後にドジャースの監督ケーシー・ステンゲルはコーネッキーを見放し、遠征の途上で彼を帰らせることにした。

### 死
1935年9月17日、コーネッキーはセントルイスからデトロイト行の飛行機に搭乗した。搭乗中、コーネッキーはウイスキーを暴飲し、泥酔状態となった。その上、他の乗客に嫌がらせしたりスチュワーデスを殴ったりしたため、操縦士は座席に彼を縛りつけておかねばならなかった。コーネッキーはデトロイトの空港に到着後、意識を失った。空港の椅子で睡眠をとった後、午後10時頃にコーネッキーはデトロイトからバッファロー行のチャーター便に搭乗した。 
カナダの上空を飛行中、コーネッキーは乗務員とトラブルを起こした。コーネッキーは副操縦士相手にさんざん暴れ、飛行機は制御を失いかけた。操縦士は墜落を避けるために彼の頭を数回殴り、小型消火器をぶつけた。飛行機がトロントの競馬場に緊急着陸した後、コーネッキーは脳内出血で死亡したことがわかった。操縦士は過失致死罪で起訴されたが、無罪となった。コーネッキーはウィスコンシン州フレンドシップ（en:Friendship, Wisconsin）にあるマウントレポーズ墓地に埋葬された。